# Four World Trade Center
Cet article concerne un gratte-ciel de New York. Pour les autres bâtiments, voir World Trade Center (homonymie).
Ne doit pas être confondu avec 4 World Trade Center (1977-2001).
150 Greenwich Street est l'adresse d'un gratte-ciel sur le site du World Trade Center, à New York, aux États-Unis. Également connu sous le nom de World Trade Center Tower 4 il est situé sur le côté est de Greenwich Street de l'autre côté de la rue où se trouvaient les tours jumelles qui ont été détruites lors des attentats du 11 septembre 2001.
L'architecte Fumihiko Maki a remporté le contrat pour le design de la nouvelle tour qui fait 298 mètres de haut et est le quatrième plus grand gratte-ciel sur le site du World Trade Center.
La surface habitable doit accueillir 167 000 mètres carrés de bureaux et d'espaces de vente.
L'ingénieur de structure de l'immeuble est Leslie E. Robertson Associates (en), New York City. Les travaux ont débuté en janvier 2008. Le 25 juin 2012, la tour a atteint sa hauteur finale (sans le parapet) de 293 mètres, et l'immeuble a ouvert le 13 novembre 2013.
L'immeuble a servi de résidence au milliardaire Will Stacks dans le scénario du film Annie (2014).

## Usage prévu des locaux
Le 150 Greenwich abrite le nouveau quartier général des Autorités Portuaires de New York et du New Jersey, précédemment situé dans la tour 1 du World Trade Center avant que celle-ci ne soit détruite. Les étages inférieurs de l'édifice seront dédiés à des commerces, et donneront également accès à un « hall commerces et transports » souterrain, en lien avec le terminal des Autorités Portuaires Trans-Hudson sur site.

## Agencement prévu
Au-dessus de la partie située au niveau du sol et dédiée aux commerces (cette partie se compose du rez-de-chaussée, des trois étages immédiatement au-dessus et des deux étages immédiatement en dessous), l'édifice hébergera des bureaux, agencés de deux façons distinctes. Du 7e étage au 44e, l'espace standard sera de 3 376 m2 en forme de parallélogramme (conçu pour se conformer à la configuration du site).
Du 46e étage au 60e, l'espace sera de 2 600 m2 en forme de trapèze, conçu pour ouvrir sur l'extrémité de l'île de Manhattan et orienté pour faire également face à la tour voisine, Freedom Tower. La tour comprendra cinq niveaux dédiés aux machineries.

## Concept architectural
L'approche architecturale fondamentale de ce building tient en deux points : donner une apparence minimaliste de dignité tranquille en face du Mémorial du World Trade Center et en même temps servir de « podium », un moyen d'aider au redéveloppement de la zone du World Trade Center.

### Autres bâtiments du complexe
Cinq autres buildings, en plus du 4 WTC, composeront le nouveau World Trade Center :
- One World Trade Center (Freedom Tower) (construction terminée en 2013) ;
- Two World Trade Center (200 Greenwich Street) ;
- Three World Trade Center (175 Greenwich Street) (construction terminée en 2018) ;
- Five World Trade Center (130 Liberty Street) ;
- Seven World Trade Center (construction terminée en 2006).